# Parapseudoleptomesochra tureei
Parapseudoleptomesochra tureei is een eenoogkreeftjessoort uit de familie van de Ameiridae. De wetenschappelijke naam van de soort is voor het eerst geldig gepubliceerd in 2006 door Karanovic.